# François-Marie Geronimi
Pour les articles homonymes, voir Geronimi.
François-Marie Geronimi, né le 20 mars 1911 et mort le 26 février 2004, est un docteur en médecine et homme politique français.
Il est maire de la commune de Calacuccia de 1953 à 1995. Il est également député suppléant de Jean-Paul de Rocca Serra de 1962 à 1978. Il se retire ensuite des élections législatives de 1978 après avoir obtenu 20,08% des voix au second tour, avant d'être élu député européen en 1980.

## Détail des fonctions et des mandats
Mandat parlementaire
- 1953 - 1995 : Maire de Calacuccia
- 17 octobre 1980 - 23 juillet 1984 : Député européen